# Манастир Ивирон
Манастир Ивирон (грч. Μονή Ιβήρων) се налази на сјевероисточној обали Свете горе. Изграђен је крајем 10. вијека на рушевинама опустјелог Климентовог манастира. Оснивачи су му Грузини Свети Јован, Јефтимије и Георгије Иверски. Стари назив за Грузију је „Иверија” — отуда име манастира Ивирон. Смјештен је уз обалу мора, окружен високим зидинама четвороугаоног облика. Са лијеве стране улаза у манастир налази се невелика црква са иконом Мајке Божје званом „Богородица Вратарица” (Портаитиса). Саборна црква Ивирона посвећена је Успењу Пресвете Богородице.
Манастир је много пострадао у 14. вијеку од каталонских гусара и присталица уније са Римском црквом. Успио је, ипак, да се опорави, уз великодушну помоћ Палеолога и владара Србије и Грузије. У тешким временима током 16. вијека више грузијских владара се показало добротворима манастира, извлачећи га из економских невоља. Усљед политичких прилика крајем 19. вијека дошло је до опадања броја Грузина у Ивирону, a његов задњи грузијски монах је умро 1955; отада су у њему само Грци.
Ивирон је трећи у хијерархији светогорских манастира. Међу светиње које се чувају у њему спадају дјелићи огртача, трске и сунђера које су употријебили Јудеји ругајући се Господу, дијелови животворнога дрвета Крста Господњег и дијелови моштију многих светитеља. Богата манастирска библиотека садржи преко 2.000 рукописа и преко 20.000 штампаних књига, укључујући значајне инкунабуле. Ивирон је дао много светаца и научника. У њему је данас око тридесет монаха.
Манастир се од 1988. године, заједно са осталих деветнаест светогорских манастира, налази на УНЕСКО-вој листи Светске баштине у склопу споменика средњег века обједињених под заштићеном целином Планина Атос.